# Niculițel
Niculițel község Tulcea megyében, Dobrudzsában, Romániában.

## Fekvése
A település az ország délkeleti részén található, a megyeszékhelytől, Tulcsától harminckét kilométerre nyugatra.

## Története
Régi török neve Başköy.

## Lakossága
A nemzetiségi megoszlás a következő:
| 2002      | 2002 | 2002   |
| --------- | ---- | ------ |
| Románok   | 4709 | 99,87% |
| Lipovánok | 2    | 0,04%  |
| Törökök   | 2    | 0,04%  |
| Ukránok   | 1    | 0,02%  |
| Romák     | 1    | 0,02%  |
| Összesen  | 4715 | 100,0% |